# Lalande 21185

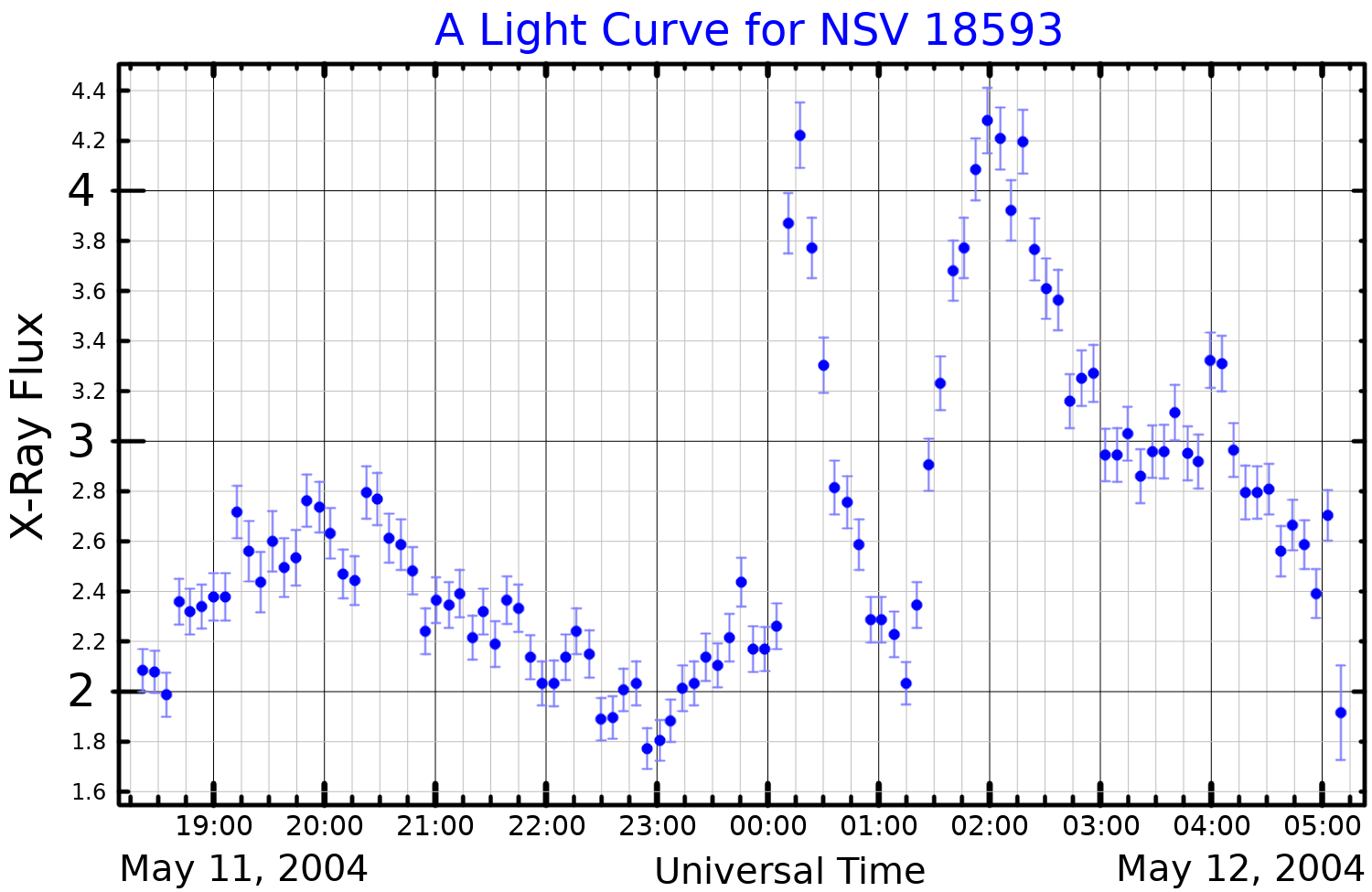
Lichtkromme in röntgenstraling van Lalande 21185

Lalande 21185 is een rode dwerg met spectraalklasse M2+V op 8,30 lichtjaar van de Zon en is daarmee de vijfde dichtstbijzijnde ster. De schijnbare magnitude van Lalande 21185 in het sterrenbeeld Grote Beer is 7,520. De ster werd in 1801 opgenomen in de stercatalogus Histoire céleste française door Joseph-Jérôme Lefrançais de Lalande. Het catalogusnummer heeft betrekking tot de gereviseerde uitgave van Francis Baily uit 1847. In mei 1857 ontdekte Friedrich Wilhelm Argelander de grote eigenbeweging van de ster.
In 1951 concludeerde Peter van de Kamp uit fotografische waarnemingen dat Lalande 21185 een planetenstelsel had, maar in 1974 werd aangetoond dat deze claim onterecht was. In 1996 werd de aanwezigheid van een en mogelijk drie planeten bekendgemaakt op grond van astrometrie. Echter ook deze waarnemingen konden niet bevestigd worden. 
In 2017 vond men uit metingen van de radiële snelheid dat er twee, mogelijk drie planeten bij Lalande 21185 zijn (die echter niet overeenkomen met de eerder gesuggereerde planeten).